# Aedes quinquelineatus
Aedes quinquelineatus är en tvåvingeart som beskrevs av Edwards 1922. Aedes quinquelineatus ingår i släktet Aedes och familjen stickmyggor. Inga underarter finns listade i Catalogue of Life.